# غروب خاکستری
غروب خاکستری (انگلیسی: Gray Sunset) یک فیلم است که در سال ۱۹۸۵ منتشر شد. از بازیگران آن می‌توان به ایتوکو کیشیبه اشاره کرد.